# Globaliza
Globaliza es un portal inmobiliario español que nació en 1998 como Global Habitat. Forma parte del Grupo RESEM, que es también parte de la red de buscadores y portales de clasificados de Lifull Connect. La propia marca se denomina como el portal inmobiliario decano en España.
Junto con Trovit, Mitula, Nestoria, Nuroa, iCasas, La Encontré, Punto Propiedad, Properati, DotProperty, HipFlat y Thailand Property, forman la red de agregadores y portales de anuncios clasificados de Lifull Connect.

## Producto
Globaliza.com opera como un portal inmobiliario en el mercado español. Es parte de la red de portales y agregadores de anuncios clasificados de inmuebles de Lifull Connect. Sus principales productos están enfocados en promotores inmobiliarios y agencias de bienes raíces. Inmobiliarias, agentes o desarrolladores inmobiliarios pagan al portal por publicar los anuncios y promociones en el sitio web.
Para los usuarios que buscan vivienda, el servicio del portal funciona como un buscador con una interfaz sencilla. Puede ingresar el lugar de interés y seleccionar opciones sobre las características de la propiedad que busca. Además, Globaliza.com ofrece una segmentación para que los usuarios realicen una búsqueda más específica basada en el tipo de propiedad (chalets, casas, departamentos u oficinas).
El portal de inmuebles funciona a través de navegadores de internet, tanto en versión móvil como web. 

## Historia
De acuerdo con una reseña en el periódico El Mundo de España, Globaliza.com “empezó a gestarse en 1996 bajo el nombre comercial de Global Habitat”. El portal inmobiliario fue fundado por Gonzalo Ortiz y Gonzalo Del Pozo. Desde el 2000, la marca cambió de nombre a Globaliza.com.
En 2009, Globaliza.com se fusionó con Suvivienda.es, portal inmobiliario del grupo Unidad Editorial. El objetivo fue “aglutinar la mayor base de datos de anuncios de inmuebles de España”, según describe El Mundo. Los oferta de inmuebles se podría encontrar en simultáneo a través de los dos dominios: www.suvivienda.es y www.globaliza.com.
En 2010, la marca en conjunto de Globaliza-Suvivienda firmó un acuerdo con Rentages para colaborar con contenido informativo y una opción para garantizar alquileres legales a través de los portales clasificados.
Globaliza.com siguió operando sin suvivienda.es y en 2017 empezó a formar parte del Grupo RESEM. La nueva empresa aglutina varias marcas de portales inmobiliarios similares en distintos países. De acuerdo con la definición de la propia marca: “Real Estate Sites in Emerging Markets” (Sitios de bienes raíces en mercados emergentes). 
En 2019, la compañía japonesa Lifull, dueña en ese entonces de la marca Next (que compró Trovit en 2014), adquirió Mitula Group. La fusión de los equipos y modelos de negocios entre Trovit y Mitula se transformó en Lifull Connect, una de las redes de agregadores y portales de anuncios clasificados más grande del mundo. En ese mismo año, la empresa japonesa adquirió Resem como parte del acuerdo con Mitula Group.

## Hitos
1998: Nace Global Habitat en España.
2000: Cambia de nombre a Globaliza.com.
2009: Globaliza.com se fusiona con Suvivienda.es, ambos portales españoles.
2017: Resem Group adquiere Globaliza.com. 
2019: Lifull Connect adquiere Resem Group.

## Críticas
Al igual que en otros portales inmobiliarios, la calidad de la información que se publica depende de la precisión de agentes inmobiliarios y promotores inmobiliarios al compartir los datos de la propiedad. Una de las principales críticas es la actualización de los anuncios disponibles o dados de baja.